# Maurice King
Maurice E. King, detto Maury (Kansas City, 12 marzo 1935 – Kansas City, 17 settembre 2007), è stato un cestista statunitense, professionista nella NBA e nella ABL.
Venne selezionato dai Boston Celtics al sesto giro del Draft NBA 1957 (48ª scelta assoluta).

## Palmarès
- Campionato NBA: 1

Boston Celtics: 1960
- Campione ABL (1963)